# Ellice-Archie
Ellice-Archie es un municipio rural canadiense situado en la provincia de Manitoba.

## Superficie
Ellice-Archie tiene una superficie de 1153,14 km².

## Demografía
En 2021, tenía 831 habitantes, una densidad poblacional de 0,7 hab./km², y 392 viviendas.